# Mohamed Kaba-Fofana
Mohamed Kaba-Fofana (* 23. Dezember 1998) ist ein US-amerikanisch-deutscher Basketballspieler.

## Werdegang
Der Flügelspieler aus New York war in den Vereinigten Staaten als Student zunächst Mitglied der Basketballmannschaft des Butler Community College im Bundesstaat Kansas. Für Butler erzielte Kaba-Fofana in 25 Einsätzen im Durchschnitt 8 Punkte sowie 5,5 Rebounds. Er nahm hernach einen Hochschulwechsel vor und ging an das Palm Beach State College nach Florida. Dort lauteten seine Mittelwerte 13 Punkte sowie 5,5 Rebounds (21 Spiele). Zwischen 2020 und 2023 weilte der Deutschamerikaner an der Valdosta State University im Bundesstaat Georgia. Kaba-Fofana wurde in diesem Zeitraum in insgesamt 80 Begegnungen eingesetzt (Mittelwerte: 8,6 Punkte und 4,6 Rebounds).
Im August 2023 gab der deutsche Zweitligist Nürnberg Falcons BC die Verpflichtung des Flügelspielers bekannt. Seinen Einstand in einem Spiel der 2. Bundesliga ProA gab Kaba-Fofana für die Nürnberger Ende November 2023.